# T-38
T-38 var en sovjetisk lätt spaningsstridsvagn med amfibiekapacitet som användes under andra världskriget.

## Bakgrund
T-38 började byggdas 1936 på fordonsfabriken AMO, och var en vidareutveckling av T-37, som i sin tur byggde på den brittiska lätta rekognosceringsstridsvagnen A4E11. Skillnaden mellan T-37 och T-38 är bland annat att tornet i den senare modellen sitter till vänster, och inte till höger. Stridsvagnen hade en GAZ-bensinmotor (Ford) och kunde tillverkas till en mycket låg kostnad. Tack vare den stora vattentäta vagnskroppen och externa fendrar flöt T-38 i vatten, där vagnen drevs framåt av en trebladig propeller längst bak.
Stridsvagnarna var avsedda för spaning och infanteriunderstöd. Som spaningsfordon hade T-38 fördelen av en mycket låg silhuett, och den amfibiska kapaciteten gav god rörlighet. T-38:an var även tänkt att kunna transporteras i luften; under Kiev-manövern 1936 transporterades flera stridsvagnar monterade på undersidan av Tupolev-bombplan av typen TB-3. Infanteribataljoner tilldelades 38 st. T-38, och luftburna pansarbataljoner tilldelades 50 exemplar. Det tunna pansaret och det faktum att vagnen endast var beväpnad med en kulspruta gjorde att stridsvärdet var relativt lågt, och bristen på radioutrustning i de flesta T-38:or gjorde att stridsvagnens funktion som spaningsfordon var mycket begränsad. Dessa nackdelar gjorde att man planerade att successivt ersätta T-38 med T-40, men krigsutbrottet innebar att endast ett fåtal T-40 producerades.
I en senare version från 1938 (T-38 M-2) ersattes motorn av GAZ M-1, en 4-cylindrig bensinmotor med 50 hk vid 2 800 rpm.
Omkring 1 500 T-38:or byggdes. Vissa beväpnades med en 20 mm ShVAK-kanon.

## Användning
Stridsvagnen användes av Röda armén under finska vinterkriget 1939-40, men mötte på grund av det tunna pansaret och den lätta beväpningen inte mycket framgång. Dessutom var den finska terrängen inte särskilt väl lämpad för den här typen av stridsvagnar. Tyskarna erövrade många T-38:or under operation Barbarossa 1941. Modellen användes mycket sällan i direkt strid efter 1941 och utnyttjades i stället som artilleritransportfordon, även om det finns rapporter om att modellen användes vid övergången av Dnepr 1944. Det vanligaste sovjetiska spaningsfordonet under andra världskriget var det amfibiska terrängfordonet GPA, en obepansrad amerikansk jeep som skickades till Sovjetunionen via Lend-Lease-systemet.

## Varianter
- T-38RT (1937), med radioutrustning
- OT-38 (1937), med eldkastare
- T-38M1 (1937), prototyp med bättre planetväxel, ansågs för komplicerad för att serietillverkas
- T-38M2 (1938), förbättrad version med ny växellåda och GAZ M1-motor
- T-38TU, befälsvagn med extra radioantenn
- SU-45 (1936), experimentell självgående artillerivagn med 45 mm kanon
- T-38TT (1939), experimentell fjärrstyrd stridsvagn (teletank)